# Polyclinum constellatum
Polyclinum constellatum is een zakpijpensoort uit de familie van de Polyclinidae. De wetenschappelijke naam van de soort is voor het eerst geldig gepubliceerd in 1816 door Marie Jules César Savigny.

## Beschrijving
Polyclinum constellatum is een koloniaal korstvormende manteldier. Het kan grijs, paarsbruin of groen van kleur zijn, met zichtbare witte of beige systemen van zooiden. Het werd voor het eerst beschreven vanuit Mauritius in 1816. Hoewel deze ontdekking een oorsprong in de Indische Oceaan suggereert, kan de inheemse status in de tropische Atlantische Oceaan niet worden uitgesloten. Het is geïntroduceerd in Hawaï, Guam en de westkust van Noord-Amerika en wordt door een groot deel van zijn wereldwijde verspreidingsgebied als cryptogeen (van onbekende oorsprong) beschouwd, waaronder India, Nieuw-Caledonië, de Golf van Mexico, het Caribisch gebied, Brazilië en Tanzania. P. contellatum wordt vaak waargenomen aan door de mens gemaakte constructies zoals palen, dokdobbers, kades en boeien, maar is ook bekend van natuurlijke substraten zoals mangroven, dode koralen en rotsen. In Hong Kong overgroeit het gekweekte mosselen, maar er zijn geen andere economische of ecologische effecten gemeld.